# 短枝假木贼
短枝假木贼（学名：Anabasis brevifolia）为苋科假木贼属的植物。分布于蒙古、哈萨克斯坦、西伯利亚以及中国大陆的内蒙古、宁夏、新疆、甘肃等地，生长于海拔500米至1,700米的地区，见于冲积扇、戈壁或干旱山坡。